# Гиза (плато)
Плато Гиза (араб. جيزة بلاتي‎) — плато в Гизе, находится на окраине Каира, в Египте. Это плато — место некрополя IV династии Гизы, который включает в себя пирамиды Хеопса, Хефрена и Микерина, а также Большого сфинкса, несколько кладбищ, рабочую деревню и промышленный комплекс.
Плато возвышается примерно на 60 метров над уровнем моря.

## География
К современному плато ведут 2 дороги. Дорога с севера ведёт к пирамиде Хуфу, а другая к восточному переду Сфинкса. Затем дороги пересекают восточный берег Нила и идут по дамбе на запад.
На самом плато стоят три пирамиды: Хуфу, Хафре и Менкауре, расположенные на юго-западной диагонали.

## Исследования
Проект «The Giza Plateau Mapping Project (GPMP)» был предпринят в 1984 году, «чтобы лучше понять социальные и экономические силы, поддерживавшие строительство пирамид».
Марк Ленер и его команда смогли составить точную карту природных и культурных особенностей плато. Данные обследования подсказали Ленеру возможные места расположения города строителей пирамид, поэтому миссия «GPMP» была расширена для раскопок и обследований этих районов.